# Mediterranea (Irama)
Mediterranea è un singolo del cantautore italiano Irama, pubblicato il 19 maggio 2020 come secondo estratto dal secondo EP Crepe.

## Video musicale
Il video, diretto da Gianluigi Carella e realizzato a Roma, è stato pubblicato il 19 giugno 2020 attraverso il canale YouTube del cantante.

## Tracce
Testi di Federica Abbate, Giuseppe Colonnelli e Filippo Maria Fanti, musiche di Andrea Debernardi, Filippo Maria Fanti e Giulio Nenna.
1. Mediterranea – 2:57

## Formazione
Musicisti
- Irama – voce
- Giulio Nenna – sintetizzatore, pianoforte
- Andrea DB Debernardi – basso, programmazione
- Martino Pini – chitarra
- Riccardo Ruggeri – cori
- Silvia Colomberotto – cori

Produzione
- Andrea DB Debernardi – produzione, produzione vocale, editing, mastering, missaggio
- Giulio Nenna – produzione
- Marco Peraldo – produzione vocale, editing
- Michael Gario – produzione vocale, editing

## Successo commerciale
Mediterranea è rimasta in vetta alla Top Singoli per quattro settimane, di cui tre consecutive, ed è stata la 2ª canzone (8ª in generale) più trasmessa dalle radio italiane nel 2020.

## Classifiche

### Classifiche settimanali
| Classifica (2020) | Posizione massima |
| ----------------- | ----------------- |
| Italia            | 1                 |
| Svizzera          | 92                |

### Classifiche di fine anno
| Classifica (2020) | Posizione |
| ----------------- | --------- |
| Italia            | 3         |
| Classifica (2021) | Posizione |
| Italia            | 82        |